# Zorîn, Ivankiv
Zorîn (în ucraineană Зорин) este un sat în comuna Dîteatkî din raionul Ivankiv, regiunea Kiev, Ucraina.

## Demografie
Componența lingvistică a localității Zorîn
     Ucraineană (94,93%)
     Rusă (4,73%)
Conform recensământului din 2001, majoritatea populației localității Zorîn era vorbitoare de ucraineană (94,93%), existând în minoritate și vorbitori de rusă (4,73%).